# Chevrolet Brookwood
La Brookwood è un'autovettura full-size prodotta dalla Chevrolet dal 1958 al 1961 e dal 1969 al 1972 solamente in versione familiare.

## La prima serie: 1958–1961
Introdotta nel 1958 come modello familiare di prezzo medio, la Brookwood aveva un equipaggiamento simile a quello della Biscayne. La Brookwood, nell'anno del lancio, venne offerta solo in versione familiare quattro porte. Erano disponibili due configurazioni, che potevano ospitare, rispettivamente, sei o nove passeggeri.
Nel 1959 la Biscayne diventò il modello più economico della gamma di vetture full-size offerta dalla Chevrolet, dato che quest'ultima, nell'anno citato, tolse dal mercato la Delray, che precedentemente occupava questa posizione. Legata alla Biscayne, la Brookwood divenne la familiare di attacco gamma (cioè la più economica) tra quelle proposte dalla Chevrolet. La Brookwood era ora disponibile in versione due o quattro porte, ma solo nella variante da sei passeggeri. La versione a due porte diventò la base per la El Camino. A differenza della Brookwood, la El Camino poteva essere ordinata con dei livelli di allestimento che si trovavano nell'intera gamma di vetture full-size della Chevrolet, inclusa la Impala.
Nel 1961 la versione a due porte fu tolta dal mercato, ma venne reintrodotta la variante a nove passeggeri.
Questa serie di Brookwood è stata assemblata a Oshawa (Canada) e ad Arlington, (Texas). I cambi disponibili erano tre. Due erano manuali (a tre o quattro rapporti), mentre uno era automatico (il Powerglide a due rapporti). Anche i motori disponibili erano tre. Era offerto un sei cilindri in linea Blue Flame da 3,9 L di cilindrata, e due V8; il primo era da 4,6 L, mentre il secondo da 5,7 L.
Nel 1962 la General Motors tolse temporaneamente dal mercato la Brookwood. I modelli versione familiare vennero inclusi nelle gamma delle Biscayne, Bel Air e Impala.

## La seconda serie: 1969–1972
Nel 1969, i modelli versione familiare riconquistarono una denominazione a sé stante. Al nome Brookwood, ancora legato alla Biscayne, venne associato il modello meno costoso della gamma, seguito dalle Townsman, Kingswood e Kingswood Estate. La Brookwood poteva essere ordinata sia con motore a sei cilindri in linea, che con propulsore V8. I motori disponibili erano quattro. Era offerto un sei cilindri in linea da 4,1 L di cilindrata, e tre V8; il primo era da 5,7 L, il secondo da 6,6 L e il terzo da 7,4 L.
Le Chevrolet familiari full-size del 1970 erano quasi identiche a quelle dell'anno precedente. Le novità più importanti furono l'eliminazione del motore a sei cilindri in linea, e la revisione dello scudo paraurti, che si allontanò dal gruppo paraurti-calandra del precedente anno (a forma di cornice che circondava tutto il frontale), in favore di un disegno più tradizionale.
Nel 1971 la General Motors revisionò i modelli full-size Chevrolet. Tutte le versioni familiari, inclusa la Brookwood, ricevettero un nuovo portellone posteriore, che in seguito divenne tipico dei modelli General Motors. Al contrario del portellone proposto nei precedenti modelli, il nuovo portellone includeva nella sua apertura anche parte del tetto, mentre la soglia di carico si abbassava fino a sotto il piano di carico. La General Motors offriva un sistema di apertura elettrica del portellone anche per i modelli base. Questo sistema fu disponibile a seguito di reclami da parte dei clienti, che lamentavano il peso del portellone e la difficoltà che molti di essi avevano nel chiuderlo manualmente.
A metà del 1971, tutte le familiari full-size, incluse le Brookwoods, ricevettero il cambio automatico TurboHydraMatic tra l'equipaggiamento di serie. Precedentemente esso era infatti offerto come optional.
La Brookwood fu rivista nel 1972. Venne aggiornato lo scudo paraurti e furono offerti molti nuovi optional. Tra essi, i clienti potevano scegliere i copricerchioni che rivestivano l'intero cerchione e il tettuccio in vinile.
Questa serie di Brookwood, che era basata sul pianale B della General Motors, è stata assemblata a Oshawa (Canada). I cambi disponibili erano due, uno manuale a tre rapporti e il TurboHydraMatic automatico a tre rapporti.
Nel 1973 la Chevrolet eliminò dai listini la Biscayne e la Brookwood. Il primo modello citato continuò ad essere venduto in Canada fino al 1975.